# Marija Petrova (pattinatrice)
Marija Igorevna Petrova (in russo Мария Игоревна Петрова?; Leningrado, 29 novembre 1977) è un'ex pattinatrice artistica su ghiaccio russa, specializzata nel pattinaggio artistico su ghiaccio a coppie.

## Palmarès
Con Aleksej Tichonov 
| Risultati | Risultati      | Risultati      | Risultati      | Risultati      | Risultati      | Risultati      | Risultati      | Risultati      | Risultati      |
| Internazionali | Internazionali | Internazionali | Internazionali | Internazionali | Internazionali | Internazionali | Internazionali | Internazionali | Internazionali |
| Evento | 1998–99        | 1999–00        | 2000–01        | 2001–02        | 2002–03        | 2003–04        | 2004–05        | 2005–06        | 2006–07        |
| --- | -------------- | -------------- | -------------- | -------------- | -------------- | -------------- | -------------- | -------------- | -------------- |
| Giochi olimpici invernali |                |                |                | 6°             |                |                |                | 5°             |                |
| Campionati mondiali | 4°             | 1°             | 4°             | 4°             | 3°             | 4°             | 2°             | 3°             | R              |
| Campionati europei | 1°             | 1°†            | 4°             | 3°             | 3°             | 2°             | 3°             | 3°             | 2°             |
| GP Finale | 3°             | 4°             | 5°             | 5°             | 3°             | 3°             | 2°             | 4°             | 6°             |
| GP Trophée Eric Bompard |                |                |                |                |                |                | 2°             |                | 1°             |
| GP Cup of China |                |                |                |                |                | 3°             |                | 1°             |                |
| GP Cup of Russia |                | 1°             |                | 2°             | 2°             |                |                |                | 2°             |
| GP NHK Trophy | 5°             | 1°             | 3°             |                | 4°             | 1°             | 1°             |                |                |
| GP Skate America |                |                |                |                |                | 2°             |                |                |                |
| GP Skate Canada | 2°             |                | 3°             |                |                |                |                | 2°             |                |
| GP Sparkassen/Bofrost | 1°             | 1°             | 2°             | 3°             | 4°             |                |                |                |                |
| Goodwill Games |                |                |                | 3°             |                |                |                |                |                |
| Nazionali |                |                |                |                |                |                |                |                |                |
| Campionati russi | 2°             | 2°             | 2°             | 3°             | 2°             | 2°             | 2°             | 1°             |                |
| GP = Grand Prix; R = Ritirati †Titolo assegnato dopo che l'oro è stato tolto ai precedenti vincitori Elena Berežnaja / Anton Sicharulidze. |                |                |                |                |                |                |                |                |                |

 Con Teimuraz Pulin 
| Internazionali         | Internazionali | Internazionali |
| Evento                 | 1996–1997      | 1997–1999      |
| ---------------------- | -------------- | -------------- |
| Nations Cup 1          |                | 1°             |
| NHK Trophy             |                | 1°             |
| Blue Swords            | 1°             |                |
| Universiadi            | 2°             |                |
| Internazionali: Junior |                |                |
| Campionati mondiali    | 2°             |                |
| Nazionali              |                |                |
| Campionati russi       | 1°             | 1°             |

Con Anton Sicharulidze
| Internazionali          | Internazionali | Internazionali | Internazionali | Internazionali |
| Evento                  | 1992–1993      | 1993–1994      | 1994–1995      | 1995–1996      |
| ----------------------- | -------------- | -------------- | -------------- | -------------- |
| Campionati mondiali     |                | 8°             | 6°             |                |
| Campionati europei      |                |                | 6°             | 5°             |
| NHK Trophy              |                |                | 7°             |                |
| Skate Canada            |                |                |                | 2°             |
| Trophée de France       |                |                |                | 5°             |
| Goodwill Games          |                |                | 7°             |                |
| Internazionali: Junior  |                |                |                |                |
| Campionati mondiali     | 2°             | 1°             | 1°             |                |
| Nazionali               |                |                |                |                |
| Campionati russi        |                | 6°             | 2°             | 4°             |
| Campionati russi junior | 1°             |                |                |                |